# Метровый колач
 Метровый колач  (словац. metrový koláč, также metrové rezy, metrová roláda, разг. metrák, tunelový koláč, пол. metrowiec, венг. méteres kalács) — двухцветный рулетообразный бисквитный пирог или торт со сливочным или заварным кремом, покрытый шоколадной глазурью. Его запекают в длинной форме  и подают нарезанным. Встречается в Словакии, Чехии, Польше, Венгрии.
Название пирога, это гипербола из-за его длины, которая на самом деле обычно составляет менее метра, но ставит его в число самых длинных сладких рулетов.
Пирог традиционно подается в качестве десерта на Рождество или Пасху.

## Приготовление
Замешивают и выпекают в длинной форме два бисквита, один из которых имеет темный цвет из-за добавления какао. Готовые рулеты нарезают кусочками, их промазывают сливочным либо заварным кремом. Снова выкладывают в рулет, чередуя светлые и темные кусочки. Оставшейся начинкой покрывают всю поверхность торта и убирают на холод. Позже весь торт покрывают шоколадной глазурью и дают ему застыть.